# 작은 병정
작은 병정(Le Petit Soldat, The Little Soldier)은 프랑스에서 제작된 장 뤽 고다르 감독의 1963년 전쟁, 드라마 영화이다. 미셸 쉬보르 등이 주연으로 출연하였고 조르쥬 드 뷰레가르드 등이 제작에 참여하였다.

## 출연

### 주연
- 미셸 쉬보르
- 안나 카리나

### 조연
- 라스즐로 스자보
- 조르쥬 드 뷰레가르드
- 장 뤽 고다르